# Musée national d'Art ancien
Le Musée national d'Art ancien (en portugais : Museu Nacional de Arte Antiga ou musée des Fenêtres vertes (Museu das Janelas Verdes) est un musée d'art situé à Lisbonne, au Portugal. C'est l'un des principaux musées de la capitale portugaise, tant par sa superficie que par la richesse de ses collections, aussi bien dans le domaine de la peinture que dans celui des arts sacrés et décoratifs.

## Historique

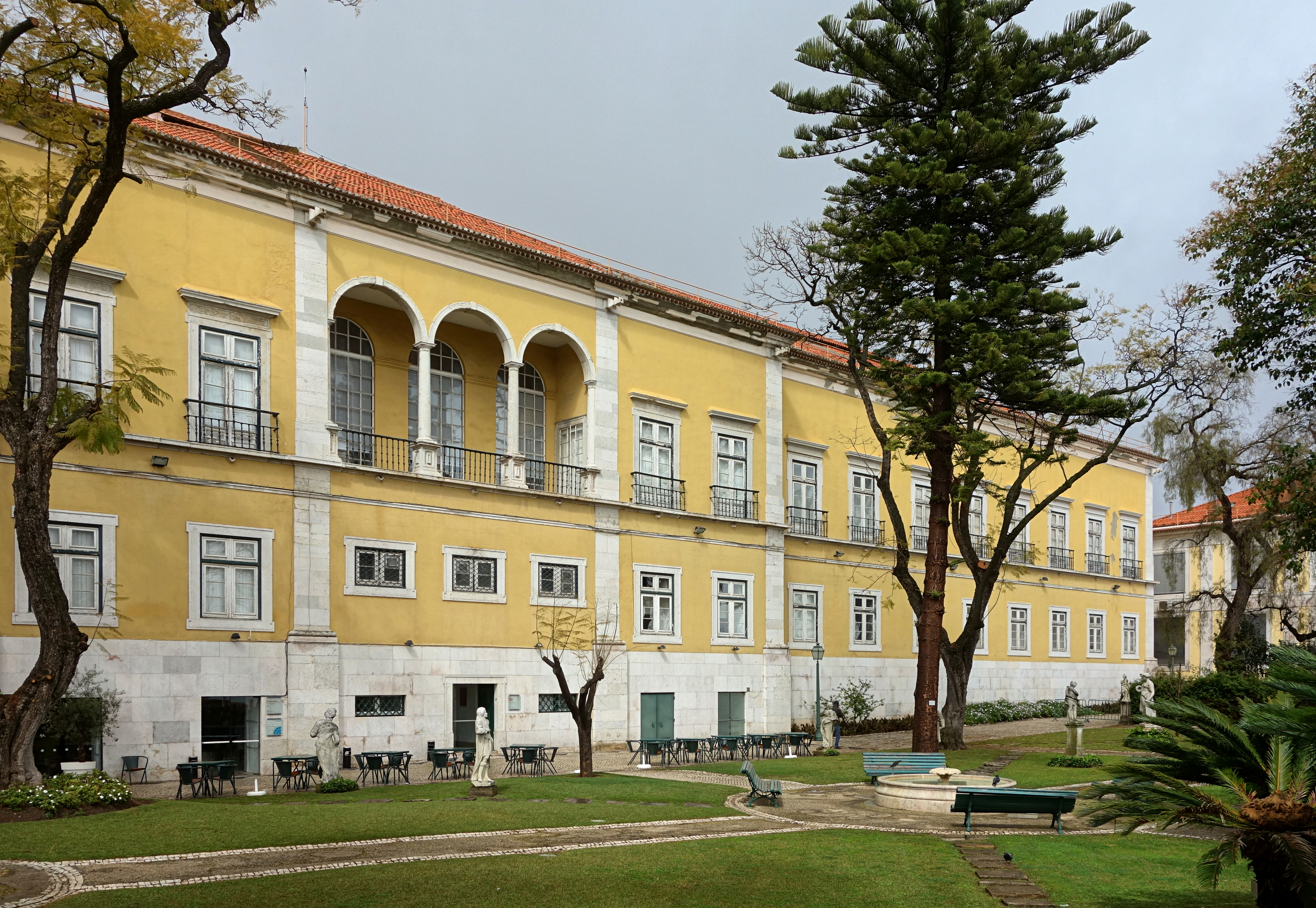
Le Palácio de Alvor-Pombal côté jardin.

Le musée est situé dans le palais d'Alvor-Pombal, un palais de la fin du XVIIe siècle, construit par D. Francisco de Távora, premier comte de Alvor. En 1759, après le procès des Távora, le palais est confisqué puis acheté aux enchères par Paulo de Carvalho de Mendoça, frère du marquis de Pombal, qui en hérite à sa mort. Connu sous le nom de Palácio de Alvor-Pombal, le palais est loué par l'État portugais en 1879 pour y installer le Museu Nacional de Arte Antiga qui est officiellement inauguré le 11 mai 1884. Le palais est ensuite acquis par l'État et la surface du musée étendue en 1890 par l'adjonction du couvent de Saint Albert, premier monastère de religieuses carmélites déchaussées à Lisbonne qui le jouxte à l'ouest, dont l'État a pris possession à la mort de la dernière religieuse. 
En 1980, le musée de l'Azulejo devient musée national et s'affranchit de la tutelle du Museu Nacional de Arte Antiga.

## Collections
Le musée possède aujourd'hui plus de 2 200 oeuvres, couvrant la période du XIVe siècle jusqu'aux années 1820. Le musée présente une riche collection d'œuvres de peintres portugais et européens, d'arts orientaux, principalement pour la production portugaise de Goa et de Ceylan, ainsi qu'en céramique chinoise et portugaise. En outre, il y a une importante collection de peinture néerlandaise et italienne, ainsi que des Primitifs flamands et portugais. Une section est également consacrée au mobilier du XVe au XIXe siècle et à l'orfèvrerie portugaise médiévale et baroque.

### Peinture européenne
- Jan Fyt : Nature morte
- Jérôme Bosch : La Tentation de saint Antoine, vers 1500
- Lucas Cranach l'Ancien : Salomé, vers 1510
- Albrecht Dürer : Saint Jérôme, 1521
- Andrea della Robbia : Saint Léonard, 1501-1515
- Piero della Francesca : Saint Augustin
- Salière du Bénin de 1525
- Paravents japonais de 1600
- Giambattista Tiepolo : La Fuite en Égypte, 1765-1770
- Jules Dupré : Pâturage au bord d'une mare, vers 1850.

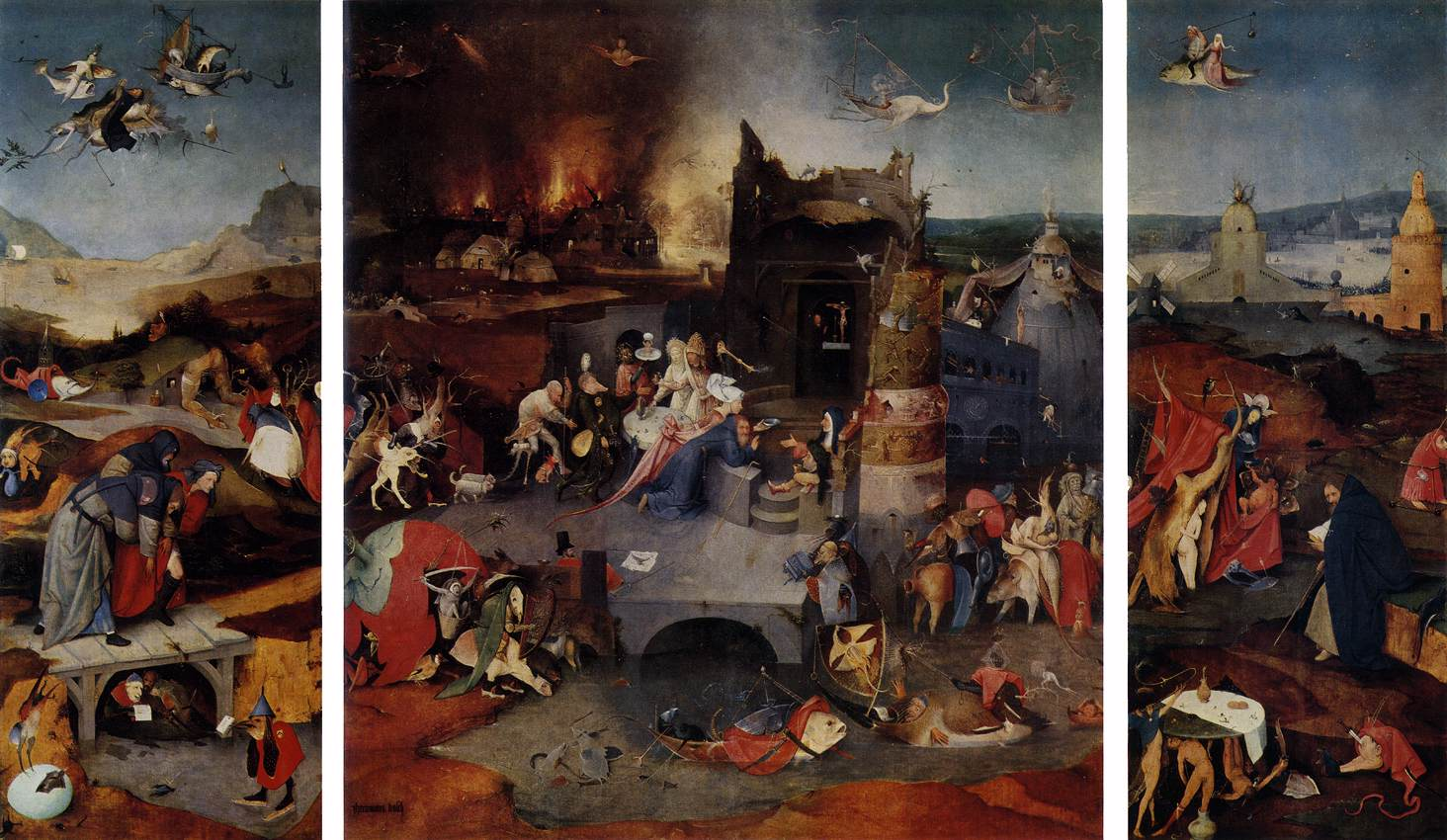
Jérôme Bosch, La Tentation de saint Antoine, vers 1501.

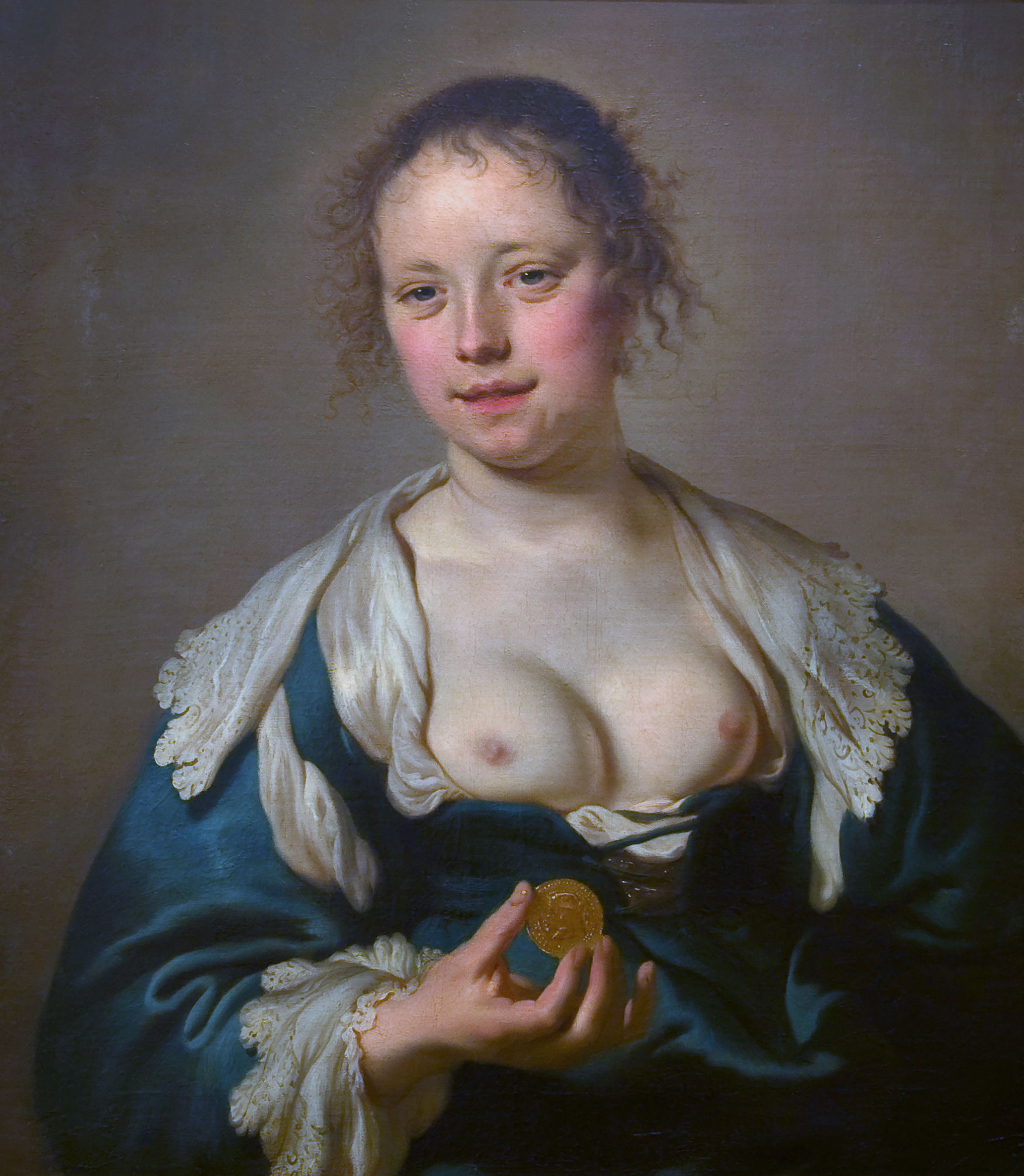
Jacob Adriaensz Backer, Courtisane, 1640.
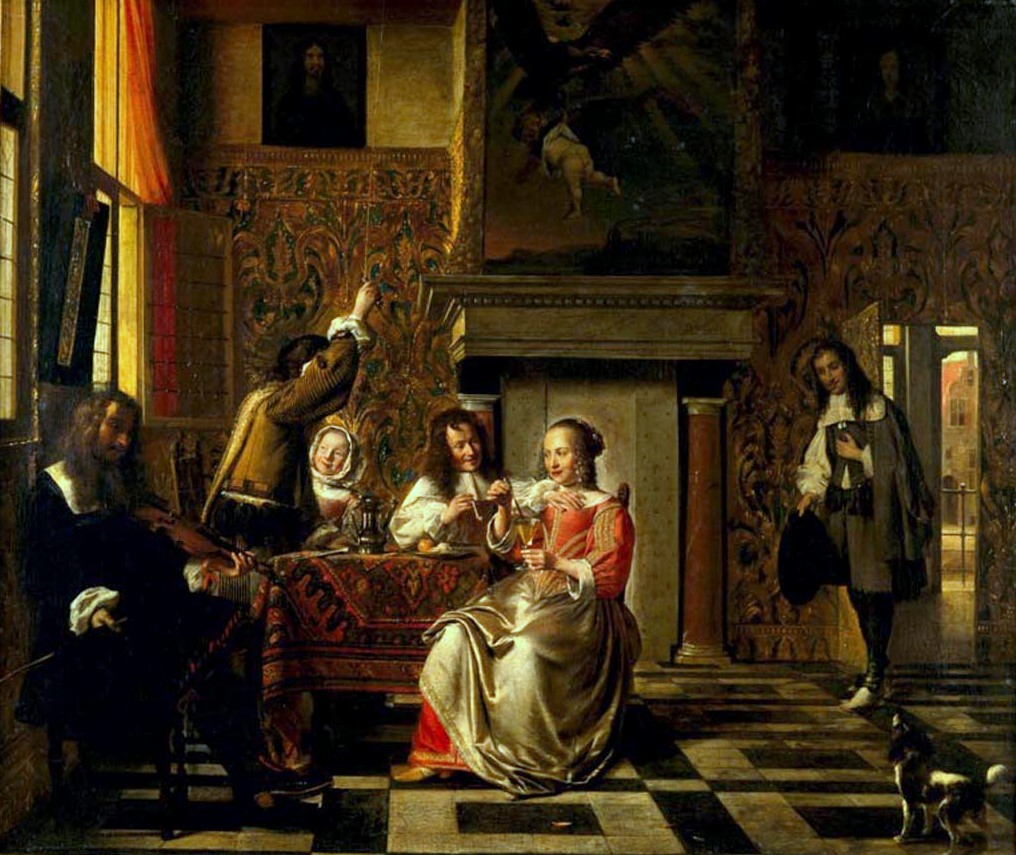
Pieter de Hooch, Joyeuse Compagnie, 1662.
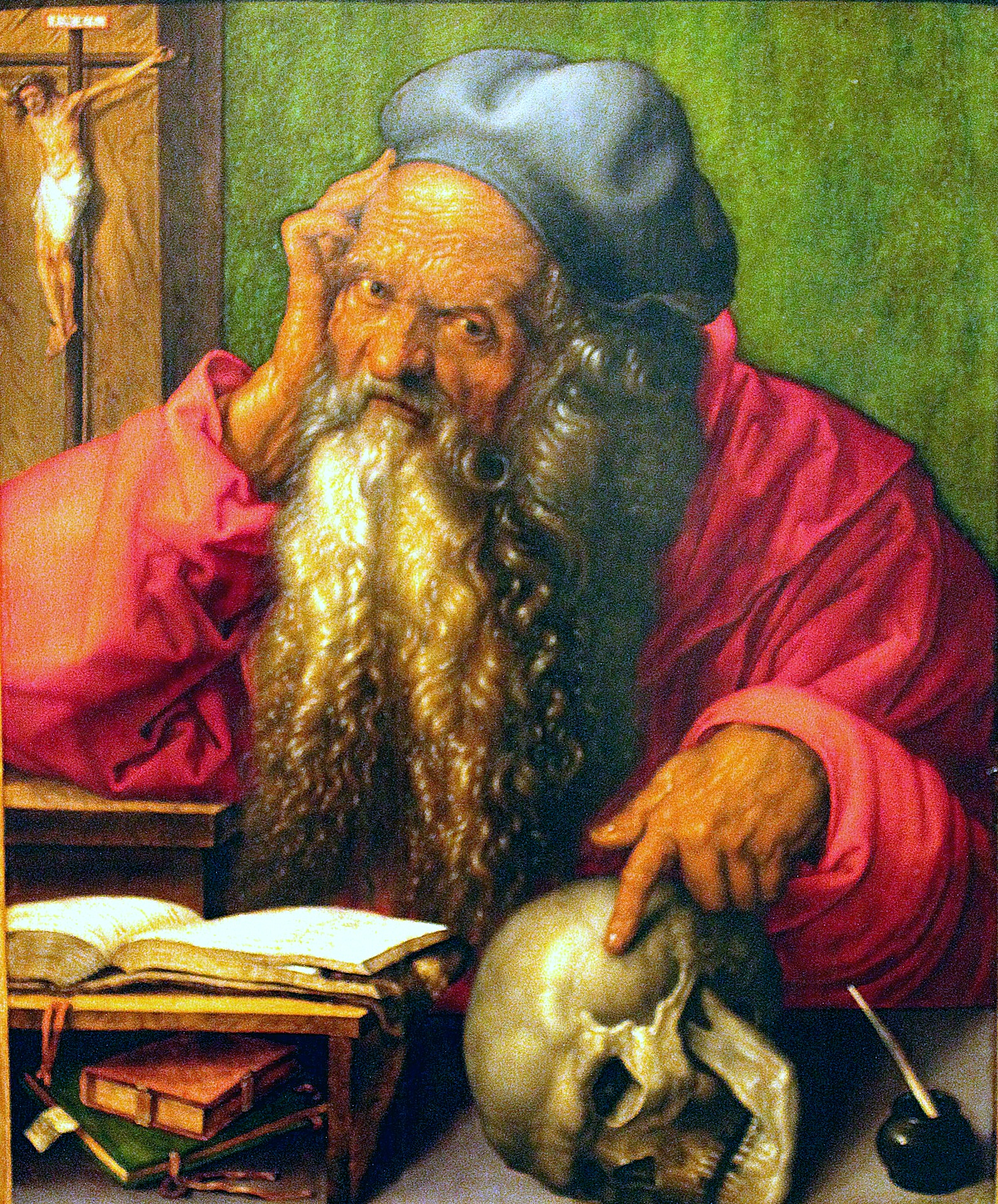
Albrecht Dürer, Saint Jérôme dans son cabinet, 1521.
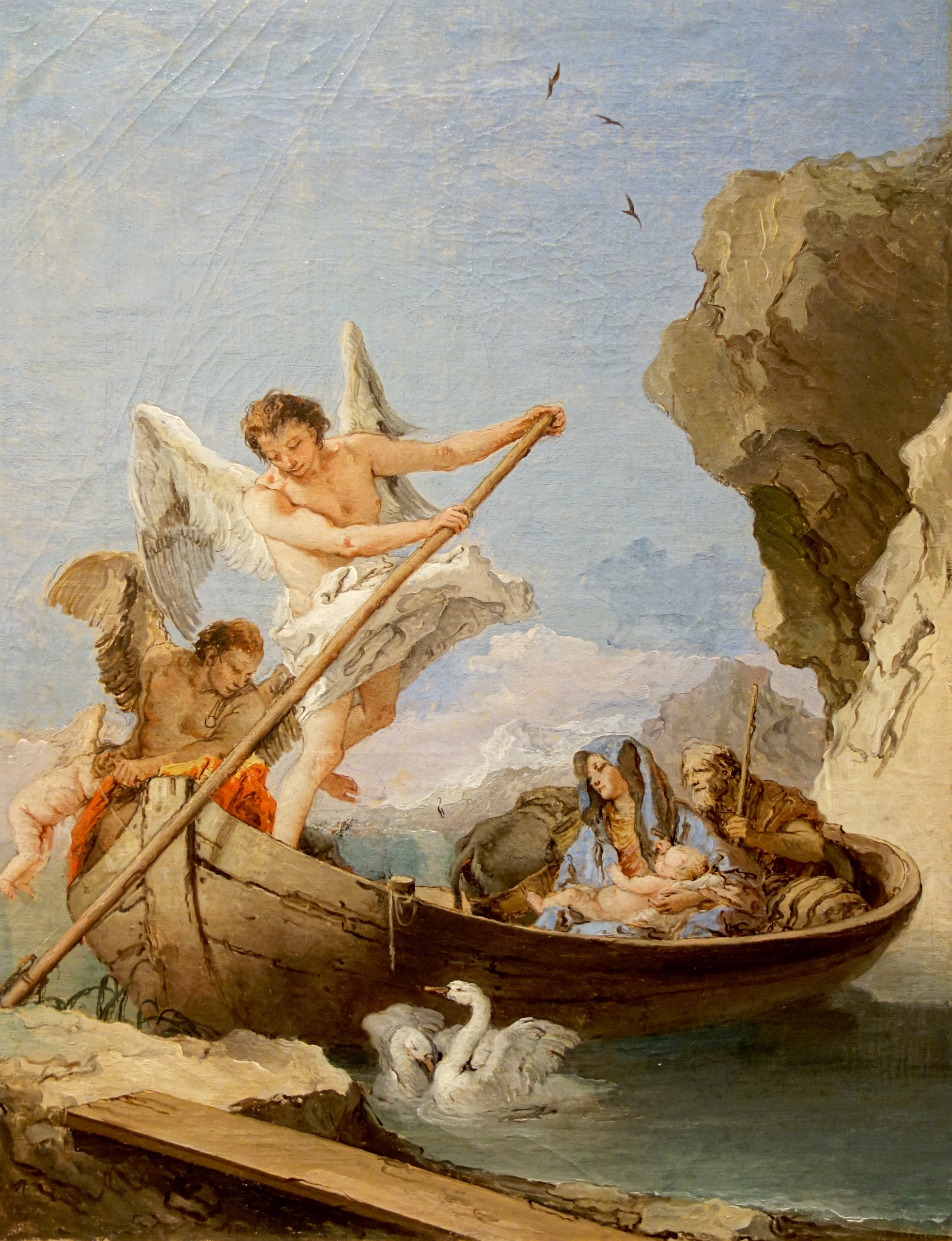
Giambattista Tiepolo, La Fuite en Égypte, 1764-70.
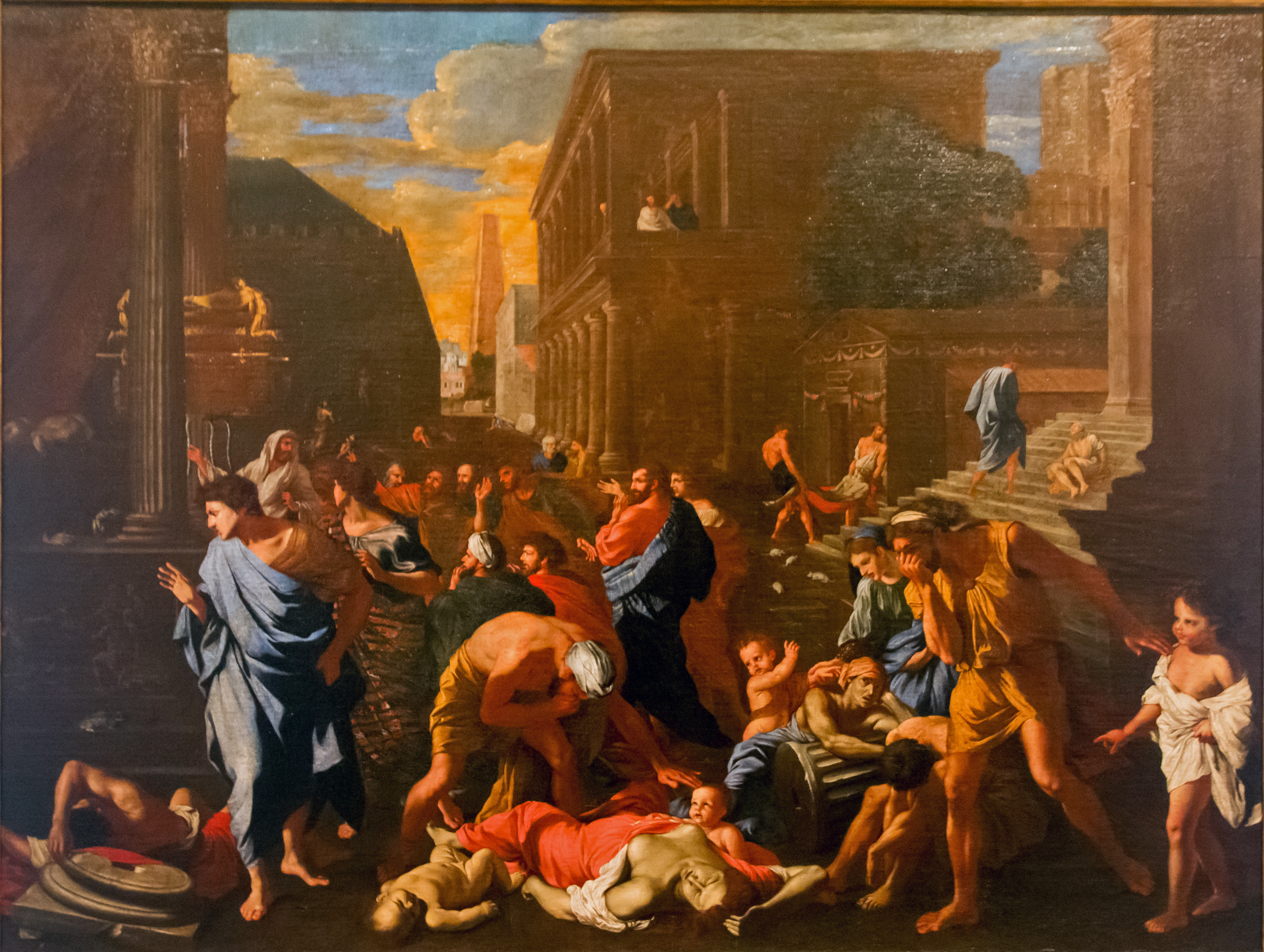
Nicolas Poussin, Les Philistins, vers 1631.
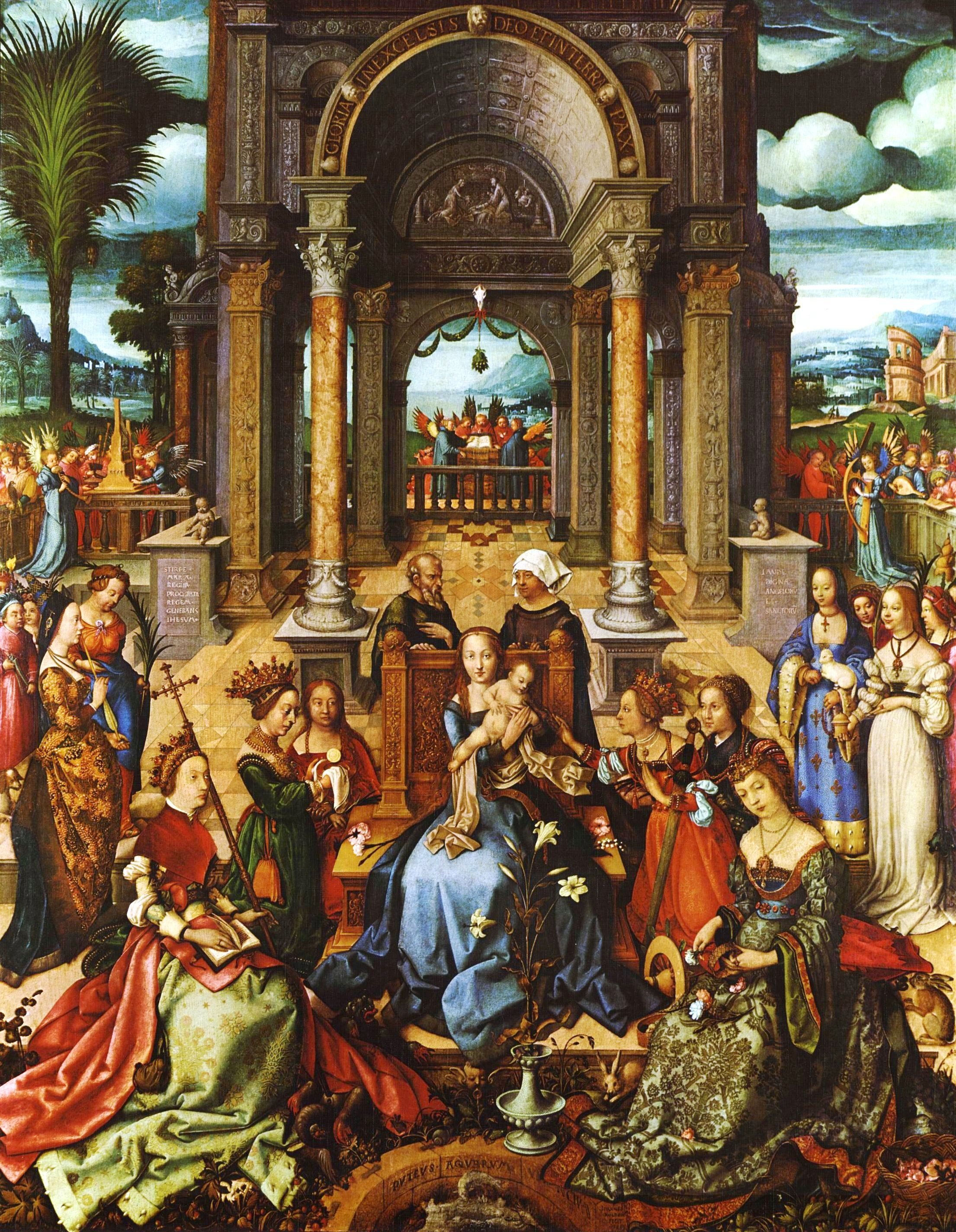
Hans Holbein l'Ancien, Vierge à l'Enfant, 1519.
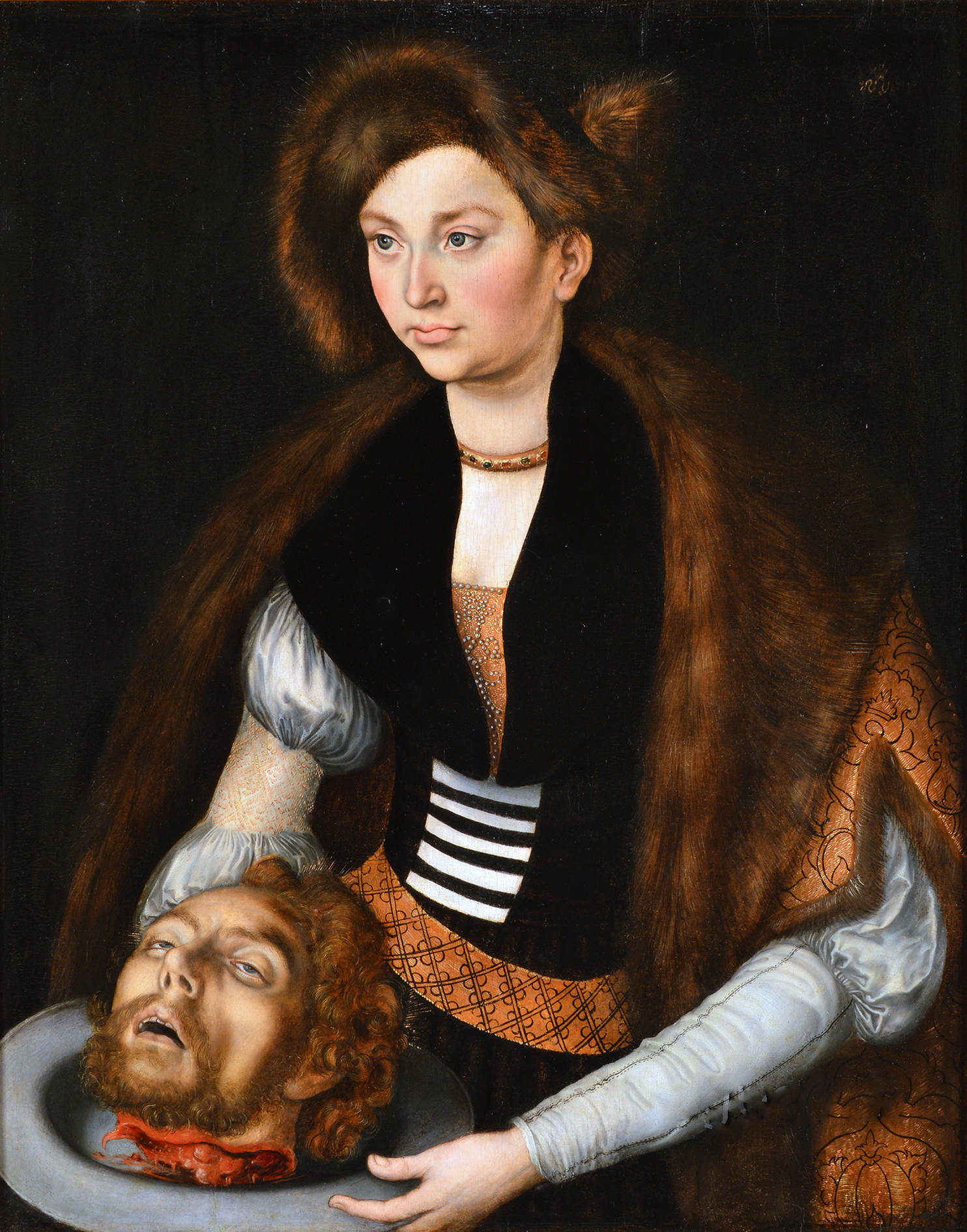
Lucas Cranach l'Ancien, Salomé, 1510.

### Peinture portugaise
- Nuno Gonçalves : Polyptyque de saint Vincent (en), seconde moitié du XVe siècle.

Nuno Gonçalves, ', vers 1450.

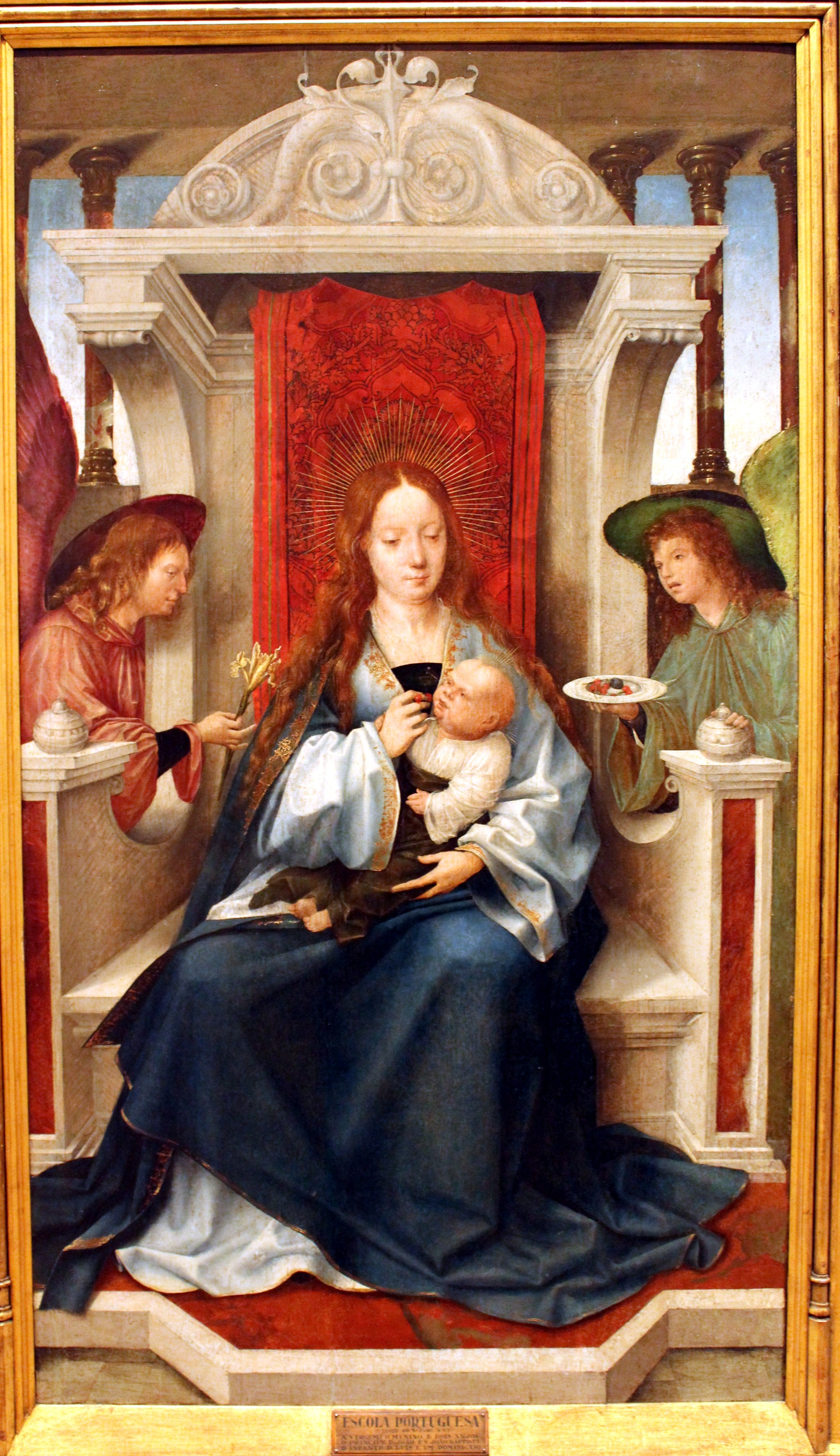
Maître de Lourinhã : Triptyque des Infants du Portugal, vers 1510-25.
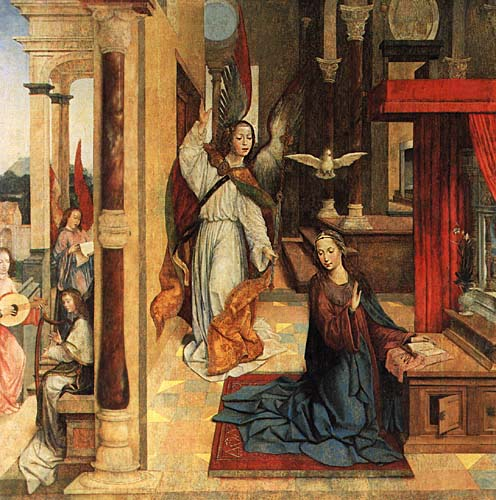
Gregório Lopes, Annonciation de Frei Carlos, vers 1520.
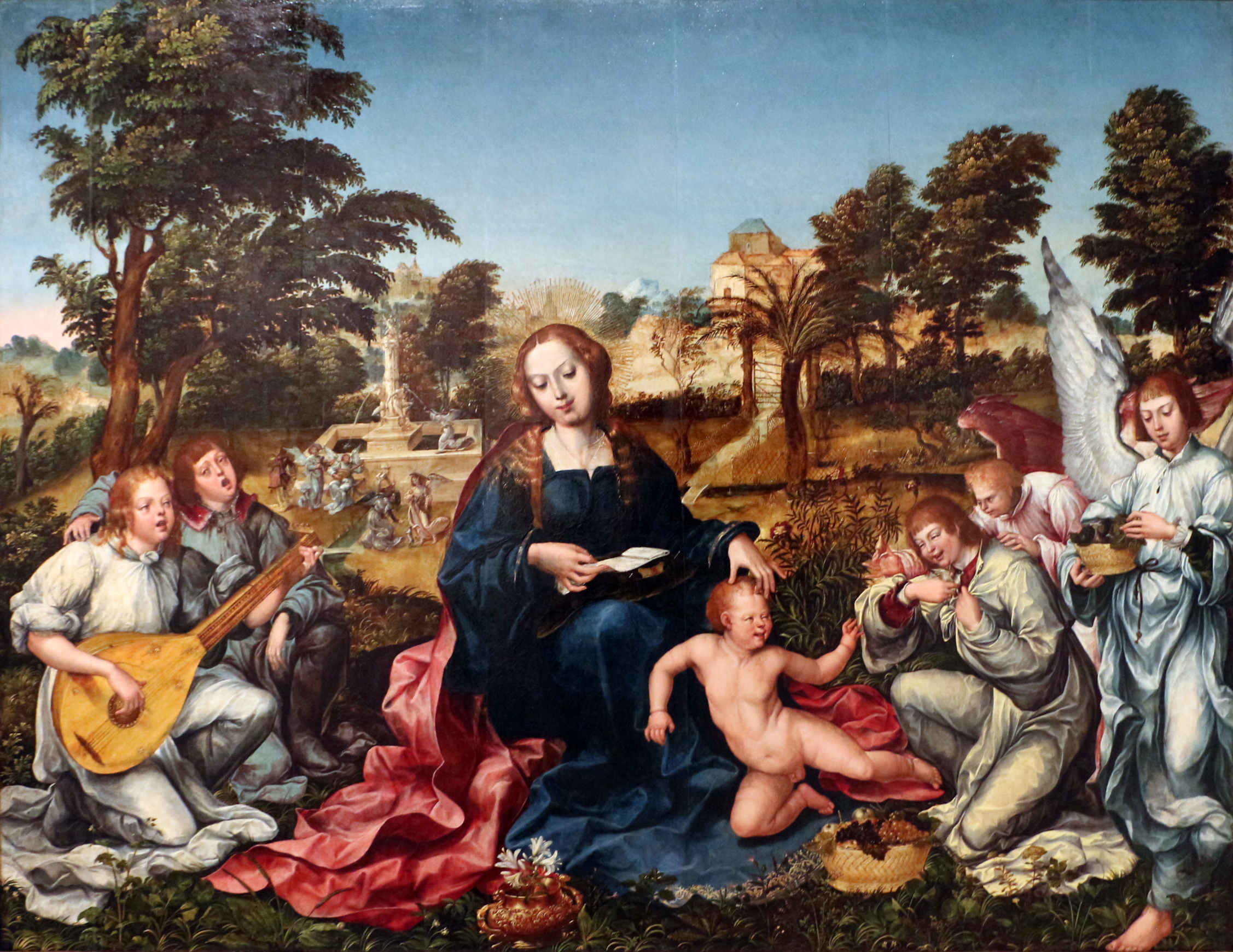
Gregório Lopes, Vierge à l'Enfant et aux anges, vers 1523.
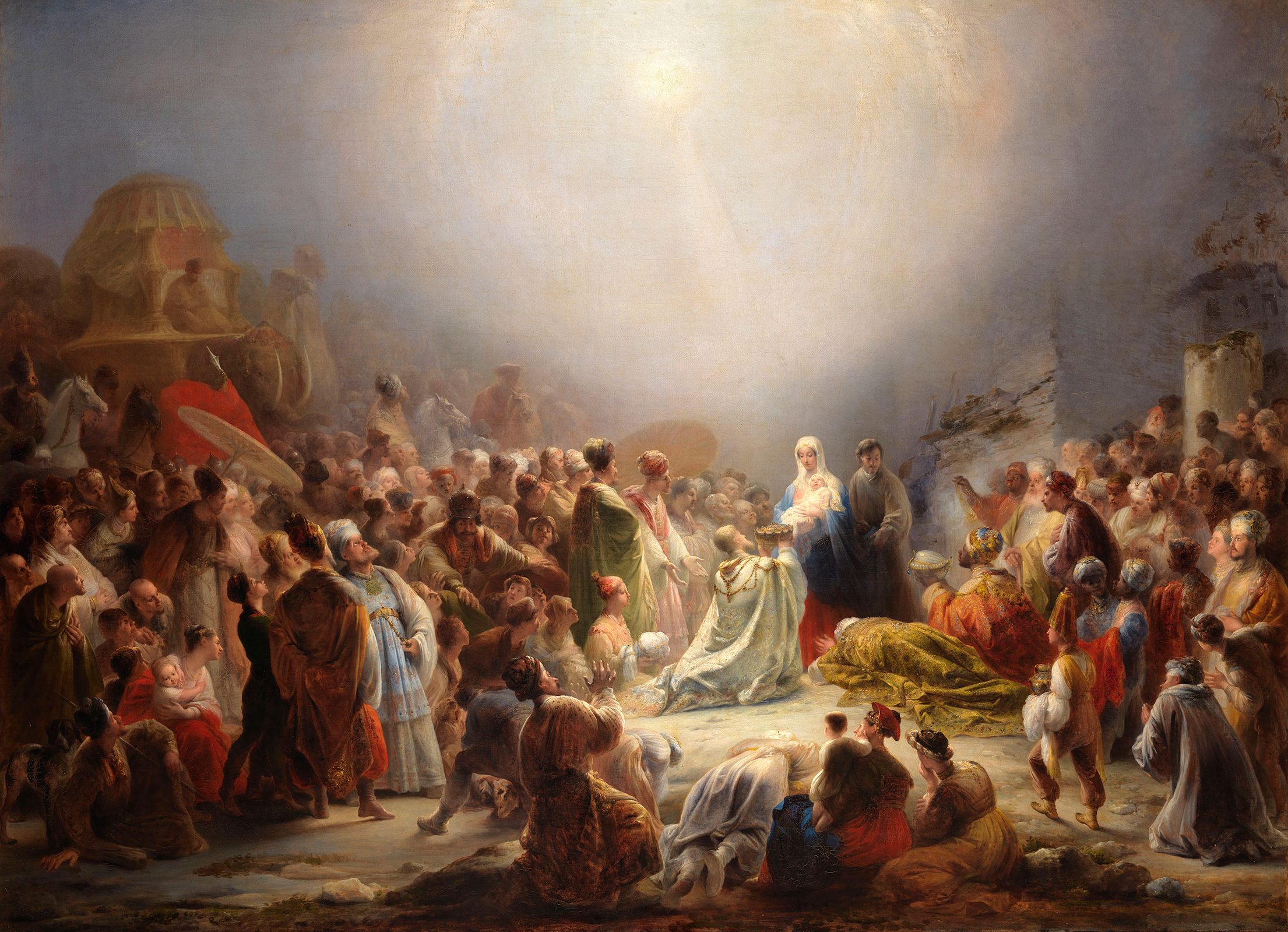
Domingos Sequeira, Adoration des Mages, 1828.